# Konstantin Lwowitsch Ernst

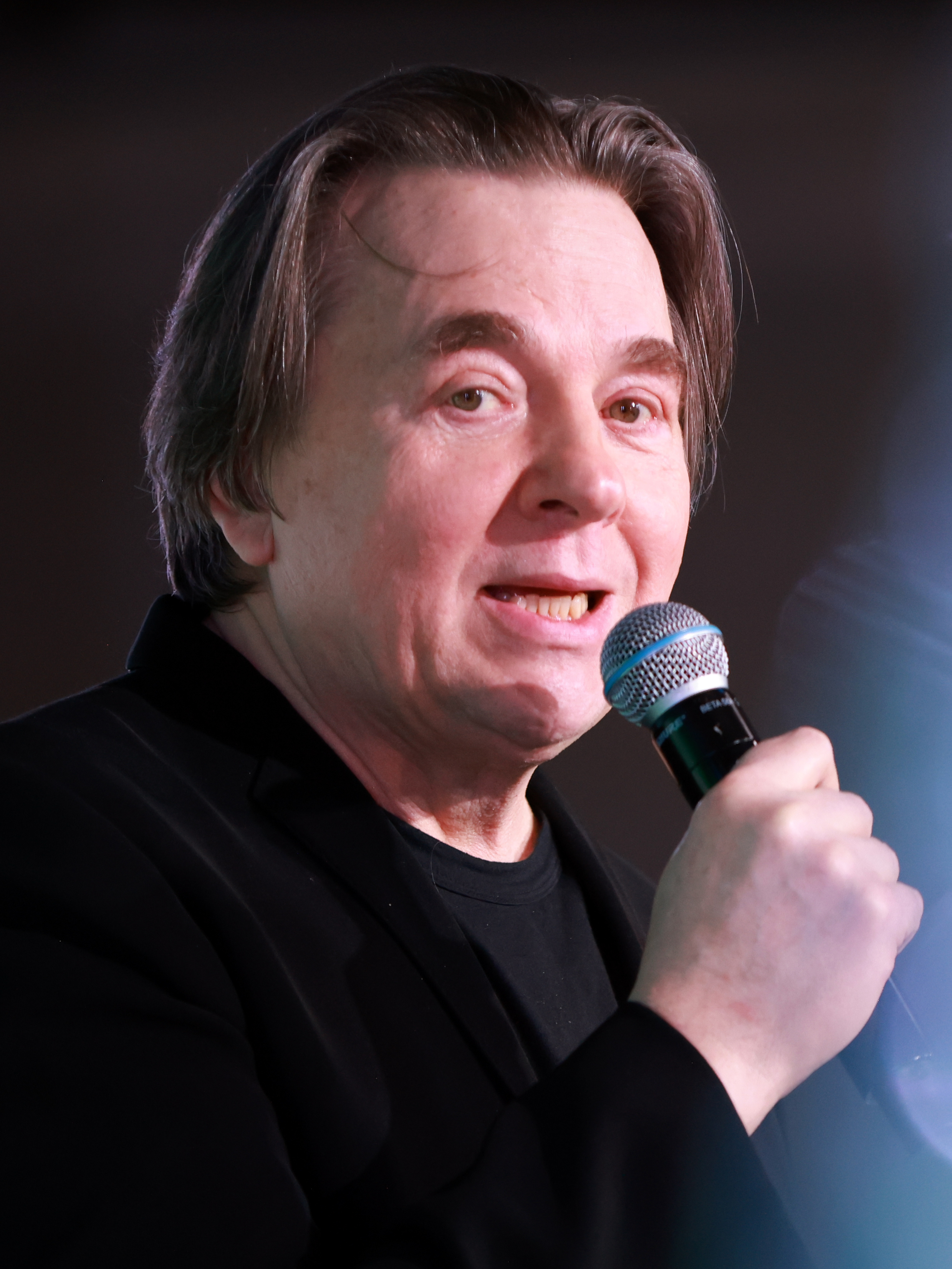
Konstantin Ernst 2024

Konstantin Lwowitsch Ernst (russisch Константин Львович Эрнст; * 6. Februar 1961 in Moskau, RSFSR, Sowjetunion) ist ein sowjetisch-russischer Medienmanager und TV-Producer. Er ist seit 1999 Generaldirektor des Fernsehsenders ORT/Perwy kanal.

## Leben

### Frühe Jahre und Ausbildung
Sein Vater Lew Konstantinowitsch Ernst, deutscher Abstammung, war ein sowjetischer Biologe und Vizepräsident der Russischen Akademie der Agrarwissenschaften. Er forschte in den Bereichen Genetik, Biotechnologie, Auswahl von Nutztieren und Klonen.
Ernst verbrachte seine Kindheit und Jugend in Leningrad. Er machte seinen Abschluss am Gymnasium Nr. 35 auf der Wassiljewski-Insel und schloss 1985 sein Studium der Biologie und Bodenkunde an der Staatlichen Universität Leningrad ab.

### Ausführender Produzent von ORT (1995–2001)
Am 3. September 1999, nach dem Rücktritt von Igor Schabdurasulow, der seit Oktober 1998 an der Spitze von ORT gestanden hatte, wurde Ernst zum Interims-CEO des Fernsehsenders ernannt, behielt jedoch seinen Posten als ausführender Produzent.

## Filmografie
- 2004: 72 Meter (72 метра)
- 2004: Notschnoi Dosor (Ночной Дозор)
- 2006: Meine Liebe (Моя любовь)
- 2006: Dnewnoi Dosor (Дневной Дозор)
- 2007: Ironie des Schicksals. Die Fortsetzung (Ирония судьбы: Продолжение)
- 2008: Admiral (Адмирал)
- 2010: Krai (Край)
- 2011: Wyssozki – Danke, für mein Leben (Высоцкий. Спасибо, что живой)
- 2013: Ku! Kin-dsa-dsa (Ку! Кин-дза-дза)
- 2016: Wiking (Викинг)